# Limnephilus
Limnephilus is een geslacht van schietmotten uit de familie van de Limnephilidae. Het geslacht werd voor het eerst wetenschappelijk beschreven door Leach in 1815.

## Soorten
Het genus bevat de volgende soorten:

- Limnephilus abbreviatus N. Banks, 1908
- Limnephilus abstrusus R. McLachlan, 1872
- Limnephilus acnestus H.H. Ross, 1938
- Limnephilus acrophylax Schmid, 1952
- Limnephilus acula H.H. Ross & D.R. Merkley, 1952
- Limnephilus adapus H.H. Ross, 1950
- Limnephilus ademiensis A.V. Martynov, 1914
- Limnephilus ademus H.H. Ross, 1941
- Limnephilus affinis Curtis, 1834
- Limnephilus aistleitneri Malicky, 1986
- Limnephilus alagnaki Ruiter, 1995
- Limnephilus alaicus (A.V. Martynov, 1915)
- Limnephilus alberta D.G. Denning, 1958
- Limnephilus alconura H.H. Ross & D.R. Merkley, 1952
- Limnephilus algosus (McLachlan, 1868)
- Limnephilus alienus A.V. Martynov, 1915
- Limnephilus anadyrensis Martynov, 1936
- Limnephilus antiquastepposus Ivanov & Melnitsky, 2018
- Limnephilus apache O.S. Flint, 1965
- Limnephilus aretto H.H. Ross, 1938
- Limnephilus argenteornatus Hagen, 1873
- Limnephilus argenteus N. Banks, 1914
- Limnephilus arizona H.H. Ross, 1941
- Limnephilus asaphes McLachlan, 1880
- Limnephilus asiaticus (R. McLachlan, 1874)
- Limnephilus assimilis (N. Banks, 1908)
- Limnephilus atercus D.G. Denning, 1965
- Limnephilus atlanticus Nybom, 1948
- Limnephilus audeus L. Botosaneanu, 2000
- Limnephilus auricula Curtis, 1834
- Limnephilus baja Ruiter, 1995
- Limnephilus barbagaensis Malicky, Sekhi & Lounaci, 2019
- Limnephilus bifidus N. Banks, 1908
- Limnephilus binotatus Curtis, 1834
- Limnephilus biparta Denning in Denning & Sykora, 1966
- Limnephilus bipunctatus Curtis, 1834
- Limnephilus bloomfieldi D.E. Ruiter, 1995
- Limnephilus borealis (Zetterstedt, 1840)
- Limnephilus bucketti D.G. Denning, 1965
- Limnephilus bulgani W. Mey, 1991
- Limnephilus canadensis N. Banks, 1908
- Limnephilus castor H.H. Ross & D.R. Merkley, 1952
- Limnephilus castor Ross & Merkley, 1952
- Limnephilus catula D.G. Denning, 1965
- Limnephilus caucasicus F. Schmid, 1955
- Limnephilus centralis Curtis, 1834
- Limnephilus challisa D.G. Denning, 1958
- Limnephilus chereshnevi Nimmo, 1995
- Limnephilus cianficconiae Malicky, 1980
- Limnephilus cinctus H.A. Hagen, 1865
- Limnephilus cockerelli N. Banks, 1900
- Limnephilus coenosus Curtis, 1834
- Limnephilus coloradensis (N. Banks, 1899)
- Limnephilus concolor N. Banks, 1899
- Limnephilus correptus R. McLachlan, 1880
- Limnephilus ctenifer Flint, 1967
- Limnephilus decipiens (Kolenati, 1848)
- Limnephilus diphyes McLachlan, 1880
- Limnephilus discolor (Banks, 1901)
- Limnephilus dispar McLachlan, 1875
- Limnephilus distinctus L. Tian & L. Yang, 1993
- Limnephilus diversus (N. Banks, 1903)
- Limnephilus doderoi (Navás, 1929)
- Limnephilus ectus H.H. Ross, 1941
- Limnephilus elegans Curtis, 1834
- Limnephilus eocenicus Cockerell, 1920
- Limnephilus externus Hagen, 1861
- Limnephilus extractus F. Walker, 1852
- Limnephilus extricatus McLachlan, 1865
- Limnephilus fagus H.H. Ross, 1941
- Limnephilus femoralis Kirby in Richardson, 1837
- Limnephilus femoratus (Zetterstedt, 1840)
- Limnephilus fenestratus (Zetterstedt, 1840)
- Limnephilus fischeri D.E. Ruiter, 1995
- Limnephilus flavastellus N. Banks, 1918
- Limnephilus flavicornis (Fabricius, 1787)
- Limnephilus flavospinosus (Stein, 1874)
- Limnephilus frijole Ross, 1944
- Limnephilus fumigatus (Germar, 1827)
- Limnephilus fumosus (N. Banks, 1900)
- Limnephilus fuscicornis Rambur, 1842
- Limnephilus fuscinervis (Zetterstedt, 1840)
- Limnephilus fuscoradiatus Schmid & Guppy, 1952
- Limnephilus fuscovittatus Matsumura, 1904
- Limnephilus germanus McLachlan, 1875
- Limnephilus graecus Schmid, 1965
- Limnephilus granti A.P. Nimmo, 1991
- Limnephilus griseus (Linnaeus, 1758)
- Limnephilus guadarramicus Schmid, 1955
- Limnephilus hageni N. Banks, 1930
- Limnephilus hamifer Flint, 1963
- Limnephilus harrimani N. Banks, 1900
- Limnephilus helveticus Schmid, 1965
- Limnephilus hermonianus L. Botosaneanu, 1992
- Limnephilus hirsutus (Pictet, 1834)
- Limnephilus homeros H. Malicky, 2011
- Limnephilus horstaspoecki H. Malicky, 2004
- Limnephilus hovsgolicus J.C. Morse, 1999
- Limnephilus hyalinus H.A. Hagen, 1861
- Limnephilus hyperboreus Thomson, 1891
- Limnephilus ignavus McLachlan, 1865
- Limnephilus incertus Martynov, 1909
- Limnephilus incisus Curtis, 1834
- Limnephilus indivisus F. Walker, 1852
- Limnephilus infernalis (N. Banks, 1914)
- Limnephilus internalis (Banks, 1914)
- Limnephilus iranus (A.V. Martynov, 1928)
- Limnephilus italicus McLachlan, 1884
- Limnephilus janus H.H. Ross, 1938
- Limnephilus kalama D.G. Denning, 1968
- Limnephilus kaumarajiva F. Schmid, 1961
- Limnephilus kedrovayaensis A.P. Nimmo, 1995
- Limnephilus kennicotti N. Banks, 1920
- Limnephilus kudiensis Cockerell, 1926
- Limnephilus labus H.H. Ross, 1941
- Limnephilus lakshaman J. Olah, 1994
- Limnephilus lithus (Milne, 1935)
- Limnephilus lopho H.H. Ross, 1949
- Limnephilus lucensis Navás, 1924
- Limnephilus lunatus Curtis, 1834
- Limnephilus luridus Curtis, 1834
- Limnephilus major (Martynov, 1909)
- Limnephilus malickyi F. Sipahiler, 1992
- Limnephilus mandibulus L. Yang & W Yang, 2005
- Limnephilus marmoratus Curtis, 1834
- Limnephilus martynovi K. Kumanski, 1994
- Limnephilus maya Flint, 1967
- Limnephilus mclachlani V.N. Grigorenko, 2002
- Limnephilus metakaspievi Ivanov & Melnitsky, 2018
- Limnephilus mexicanus Flint, 1967
- Limnephilus microdentatus A.V. Martynov, 1913
- Limnephilus minos Malicky, 1971
- Limnephilus moestus N. Banks, 1908
- Limnephilus morrisoni N. Banks, 1920
- Limnephilus morsei Saini & Parey, 2012
- Limnephilus mutabilis A.V. Martynov, 1914
- Limnephilus nigriceps (Zetterstedt, 1840)
- Limnephilus nimmoi D. Roy & P.P. Harper, 1975
- Limnephilus nipponicus F. Schmid, 1964
- Limnephilus nogus H.H. Ross, 1944
- Limnephilus nybomi Malicky, 1984
- Limnephilus obsoletus Rambur, 1842
- Limnephilus occidentalis N. Banks, 1908
- Limnephilus orientalis A.V. Martynov, 1935
- Limnephilus ornatulus F. Schmid, 1965
- Limnephilus ornatus N. Banks, 1897
- Limnephilus pallens (Banks, 1920)
- Limnephilus pantodapus McLachlan, 1875
- Limnephilus parakaspievi Ivanov & Melnitsky, 2018
- Limnephilus partitus F. Walker, 1852
- Limnephilus parvulus (N. Banks, 1905)
- Limnephilus pati O'Connor, 1980
- Limnephilus peculiaris R. McLachlan, 1875
- Limnephilus peltus D.G. Denning, 1962
- Limnephilus perjurus Hagen, 1861
- Limnephilus perpusillus F. Walker, 1852
- Limnephilus petri Marinkovic-Gospodnetic, 1966
- Limnephilus picturatus McLachlan, 1875
- Limnephilus plaga Walker, 1852
- Limnephilus politus McLachlan, 1865
- Limnephilus pollux Flint, 1967
- Limnephilus ponticus McLachlan, 1898
- Limnephilus primoryensis A.P. Nimmo, 1995
- Limnephilus productus N. Banks, 1914
- Limnephilus quadratus Martynov, 1914
- Limnephilus recultus Cockerell, 1925
- Limnephilus rhea D.E. Ruiter, 1995
- Limnephilus rhombicus (Linnaeus, 1758)
- Limnephilus rohweri N. Banks, 1908
- Limnephilus rothi Denning, 1966
- Limnephilus sackeni N. Banks, 1930
- Limnephilus samoedus (R. McLachlan, 1880)
- Limnephilus sansoni N. Banks, 1918
- Limnephilus santanus H.H. Ross, 1949
- Limnephilus secludens N. Banks, 1914
- Limnephilus selatus
- Limnephilus sericeus (Say, 1824)
- Limnephilus sibiricus A.V. Martynov, 1929
- Limnephilus sibiricusoccidentis Spuris, 1988
- Limnephilus sierrata D.G. Denning, 1968
- Limnephilus sierrata Denning, 1968
- Limnephilus signifer Martynov, 1909
- Limnephilus sitchensis (F. Kolenati, 1859)
- Limnephilus solidus (Hagen, 1861)
- Limnephilus soporatus Scudder, 1890
- Limnephilus sparsus Curtis, 1834
- Limnephilus sperryi (Banks, 1914)
- Limnephilus spinatus N. Banks, 1914
- Limnephilus stigma Curtis, 1834
- Limnephilus subcentralis Brauer, 1857
- Limnephilus sublunatus L. Provancher, 1877
- Limnephilus submonilifer F. Walker, 1852
- Limnephilus subniditus McLachlan, 1875
- Limnephilus subnitidus R. McLachlan, 1875
- Limnephilus sylviae D.G. Denning, 1949
- Limnephilus taloga H.H. Ross, 1938
- Limnephilus tarsalis (Banks, 1920)
- Limnephilus tauricus Schmid, 1964
- Limnephilus thorus H.H. Ross, 1938
- Limnephilus tibeticus Schmid, 1966
- Limnephilus tiunovae T.I. Arefina & I.M. Levanidova, 1996
- Limnephilus transcaucasicus A.V. Martynov, 1909
- Limnephilus tricalcaratus (Mosely, 1936)
- Limnephilus tulatus Denning, 1962
- Limnephilus turanus (A.V. Martynov, 1928)
- Limnephilus uintah A.P. Nimmo, 1991
- Limnephilus vallei H. Malicky, 2004
- Limnephilus valliculacerasinus Ivanov & Melnitsky, 2018
- Limnephilus vittatus (Fabricius, 1798)
- Limnephilus wittmeri Malicky, 1972
- Limnephilus xanthodes R. McLachlan, 1873
- Limnephilus zhejiangensis K.-M. Leng & L.-F. Yang, 2004
- Limnephilus znojkoi Martynov, 1938